# ميخائيل أوليانوف
ميخائيل ألكسندروفيتش أوليانوف (بالإنجليزية: Mikhail Alexandrovich Ulyanov)‏ (مواليد 20 نوفمبر 1927 - 26 مارس 2007) كان ممثلًا سوفيتيًا و روسيا كان أحد أكثر الأشخاص شهرة في المسرح والسينما السوفياتي بعد الحرب العالمية الثانية. حصل على لقب فنان الشعب في اتحاد الجمهوريات الاشتراكية السوفياتية في عام 1969 وبطل العمل الاشتراكي في عام 1986 وحصل على جائزة خاصة من مهرجان البندقية السينمائي في عام 1982.

## وصلات خارجية
- الموقع الرسمي
- ميخائيل أوليانوف على موقع IMDb (الإنجليزية)
- ميخائيل أوليانوف على موقع روتن توميتوز (الإنجليزية)
- ميخائيل أوليانوف على موقع ألو سيني (الفرنسية)
- ميخائيل أوليانوف على موقع ميوزك برينز (الإنجليزية)
- ميخائيل أوليانوف على موقع أول موفي (الإنجليزية)
- ميخائيل أوليانوف على موقع قاعدة بيانات الأفلام السويدية (السويدية)
- ميخائيل أوليانوف على موقع قاعدة بيانات الفيلم (الإنجليزية)
- ميخائيل أوليانوف على موقع كينوبويسك (الروسية)